# Кукушка (альбом 8452)
«Кукушка» — второй студийный альбом российской метал-группы «8452», который вышел 22 сентября 2022 года.

## История
Процесс работы над альбомом длился с октября 2021 по август 2022 года.
22 сентября состоялся релиз альбома на всех крупнейших цифровых площадках.
Альбом вошёл в топ-10 лучших альбомов 2022 года по версии портала Musecube.

### Ротация на радио
С 1 октября песни альбома находятся в ротации на Regress Radio.
4 октября песня «Пытаясь» прозвучала в эфире передачи «Жёсткий Диск» на «Нашем радио».

## Список композиций
| №  | Название           | Текст песни               | Музыка                                | Длительность |
| -- | ------------------ | ------------------------- | ------------------------------------- | ------------ |
| 1. | «Пытаясь»          | В. Одоевский              | В. Одоевский, Д. Порецкий             | 3:24         |
| 2. | «Кукушка»          | Д. Порецкий, В. Одоевский | Д. Порецкий, В. Одоевский             | 2:58         |
| 3. | «Ветер затих»      | В. Одоевский              | В. Одоевский                          | 4:38         |
| 4. | «Животное»         | В. Одоевский              | В. Одоевский, Д. Порецкий             | 4:45         |
| 5. | «К чёрту»          | В. Одоевский              | В. Одоевский                          | 4:00         |
| 6. | «Плохо»            | В. Одоевский              | В. Одоевский                          | 4:40         |
| 7. | «Тень»             | В. Одоевский              | В. Одоевский                          | 4:23         |
| 8. | «Мрачная даль»     | —                         | В. Одоевский, И. Брусьев, Д. Порецкий | 2:12         |
| 9. | «Всё спето до нас» | Д. Порецкий, В. Одоевский | Д. Порецкий, В. Одоевский             | 4:32         |

## Участники записи
- Виктор Одоевский — вокал, гитара (1-9)
- Иван Брусьев — бас-гитара (1-9), бэк-вокал (5)
- Дмитрий Порецкий — ударные (1-9), бэк-вокал (5)

## Реакция
Обозреватель журнала «Rockcor» Алексей Лапкин положительно оценил альбом, написав, что «парни представили материал примерно в том же ключе, что на дебютном альбоме „Запуск“, при это уровень группы определённо подрос, само звучание стало более уверенным».
Музыкальный критик интернет-издания «Astarta» Алексей Иринеев также положительно оценил альбом, отметив что «диск заставляет задуматься, будоражит струны души и взывает к совести, и это именно те характеристики, которыми, как мне кажется, обязательно должен обладать релиз в жанре русскоязычного тяжёлого рока».
Музыкальный критик портала KM.ru Денис Ступников писал: «Альбом „Кукушка“ все без исключения критики сравнили с работами „Чёрного Обелиска“. На это могло повлиять как участие в первом диске „Запуск“ гитариста „ЧО“ Михаила Светлова, так и общий брутальный настрой с толикой экспрессионизма, очень ценимого, как известно, Анатолием Крупновым. Но „8452“ можно сопоставить с любой качественной тяжёлой группой, принципиально пребывающей вне жанровых канонов. Из старых российских это, например, E.S.T. Из новых — „Северный Флот“, который противится любым определениям, но при этом вваливает только так, ни на йоту не отступая от спасительного гитарного перегруза и стены звука».